# 灯奈美
灯 奈美（あかり なみ、1月3日 - ）は、元宝塚歌劇団雪組の女役。元雪組副組長。
埼玉県さいたま市、浦和明の星女子高等学校出身。身長160cm。愛称は「よっこ」。

## 来歴
1982年、宝塚音楽学校入学。
1984年、宝塚歌劇団に70期生として入団。入団時の成績は26番。雪組公演「風と共に去りぬ」で初舞台。その後、雪組に配属。
1998年10月1日付で雪組副組長に就任。
2008年3月30日、「君を愛してる／ミロワール」東京公演千秋楽をもって、宝塚歌劇団を退団。

## 宝塚歌劇団時代の主な舞台

### 初舞台
- 1984年3 - 5月、雪組『風と共に去りぬ』（宝塚大劇場のみ）

### 雪組時代
- 1987年9月、『梨花 王城に舞う／ザ・レビュースコープ』小春
- 1988年1月、『風と共に去りぬ』新人公演：メイベル（本役：紫とも）
- 1988年8月、『おもかげ草紙』（東京特別）柚香
- 1989年8月、『ベルサイユのばら -アンドレとオスカル編-』新人公演：シャルロット（本役：早原みゆ紀）
- 1990年1月、『天守に花匂い立つ／ブライト・ディライト・タイム』新人公演：さわ（本役：真咲佳子）
- 1990年6月、『黄昏色のハーフムーン／パラダイス・トロピカーナ』新人公演：ジャネット（本役：一原けい）
- 1990年11月、『花幻抄／恋騒ぎ／スイート・タイフーン』志津
- 1991年10月、『スポットライト・マジック』（バウ）
- 1992年2月、『華麗なるギャツビー／ラバーズ・コンチェルト』（中日）
- 1992年10月、『忠臣蔵〜花に散り雪に散り〜』浮橋
- 1993年5月、『天国と地獄 -オッフェンバック物語-／TAKE OFF』ドゥヴォー伯爵夫人
- 1994年5月、『風と共に去りぬ -スカーレット編-』ミード夫人
- 1996年2月、『エリザベート -愛と死の輪舞-』スターレイ夫人
- 1996年8月、『虹のナターシャ／La Jeunesse!』栗崎はな
- 1996年10月、『アナジ』（バウ・東京特別）縫
- 1997年2月、『虹のナターシャ／La Jeunesse!』（中日）栗崎はな
- 1997年5月、『嵐が丘』（バウ）ジェーン
- 1997年9月、『真夜中のゴースト／レ・シェルバン』ジェイン
- 1997年12月、『春櫻賦／LET'S JAZZ -踊る五線譜-』左近
- 1998年6月、『心中・恋の大和路』（バウ・東京特別）かもん太夫
- 1998年8月、『浅茅が宿 -秋成幻想-／ラヴィール』磯路
- 1999年4月、『再会／ノバ・ボサ・ノバ -盗まれたカルナバル-』フローレンス
- 1999年9月、『SAY IT AGAIN』ノーラ・ヴァレンタイン
- 1999年11月、『バッカスと呼ばれた男／華麗なる千拍子'99』フローベル公爵夫人
- 2000年4月、『さらさ笹舟 -明智光秀の光と影-』（バウ）登勢
- 2000年6月、『デパートメント・ストア／凱旋門』ウージェニー
- 2000年12月、『月夜歌聲』（シアタードラマシティ・東京特別）宝玉
- 2001年2月、『猛き黄金の国 -士魂商才!岩崎彌太郎の青春-／パッサージュ -硝子の空の記憶-』美和
- 2001年8月、『アンナ・カレーニナ』（バウ・東京特別）アンヌシカ
- 2001年10月、『愛 燃える -呉王夫差-／Rose Garden』柳蓮
- 2002年3月、『殉情』（シアタードラマシティ・東京特別）しげ
- 2002年5月、『追憶のバルセロナ／ON THE 5th -ヴィレッジからハーレムまで-』テレサ
- 2002年10月、『ホップ・スコッチ』（バウ・東京特別公演）セイディ・ガーリック
- 2003年1月、『春麗の淡き光に －朱天童子異聞－／Joyfull!!』壬生内侍[2]
- 2003年6月、『アメリカン・パイ』（バウ・東京特別公演）シモーヌ・クレー[2]
- 2003年8月、『Romance de Paris／レ・コラージュ -音のアラベスク-』王妃
- 2004年1月、『Romance de Paris／レ・コラージュ -音のアラベスク-』（中日公演）王妃
- 2004年4月、『スサノオ -創国の魁（さきがけ）-／タカラヅカ・グローリー!』媼
- 2004年9月、『花供養』（日生）小橋
- 2004年11月、『青い鳥を探して／タカラヅカ・ドリーム・キングダム』バーバラ
- 2005年3月、『睡（ねむ）れる月』（シアタードラマシティ・東京特別・福岡特別）宰相の君
- 2005年6月、『霧のミラノ／ワンダーランド』アルド
- 2005年11月、『銀の狼／ワンダーランド』（全国ツアー）ソフィー
- 2006年2月、『ベルサイユのばら－オスカル編-』マロングラッセ
- 2006年6月、『やらずの雨』（バウ）お甲
- 2006年9月、『堕天使の涙／タランテラ!』シスター・テレサ
- 2007年2月、『星影の人／Joyfull!!Ⅱ』（中日）染香
- 2007年5月、『エリザベート -愛と死の輪舞-』ルドヴィカ
- 2007年10月、『星影の人／Joyfull!!Ⅱ』（全国ツアー）染香
- 2008年1月、『君を愛してる－Je t'aime－／ミロワール』副団長 退団公演[3]